# Ulla Jürß
Ulla Erna Frieda Jürß (* 2. August 1923 in Rabenhorst bei Admannshagen-Bargeshagen; † unbekannt) war eine deutsche  SS-Aufseherin im KZ Ravensbrück. 1966 wurde sie von einem DDR-Gericht wegen Verbrechen gegen die Menschlichkeit zu lebenslangem Zuchthaus verurteilt und 1991 entlassen.

## Leben

### Aufseherin im KZ Ravensbrück
Jürß arbeitete seit Februar 1942 als Schreibkraft in den Ernst Heinkel Flugzeugwerken in Rostock und meldete sich freiwillig zu einer Ausbildung als Aufseherin im KZ Ravensbrück, die von November 1943 bis Mitte Dezember 1943 dauerte. Nach Beendigung ihrer Ausbildung wurde Jürß wegen ihres „vorbildlichen Verhaltens“ zur Blockführerin von über 600 Frauen befördert. Bis Juni 1944 selektierte Jürß in mindestens 20 bis 30 Fällen inhaftierte Frauen für die Ermordung nach eigenem Ermessen aus und war an der Zuführung zur Vergasung von insgesamt mindestens 5.000 Frauen und Mädchen aktiv beteiligt. Sie war wegen ihrer brutalen Behandlung der Inhaftierten gefürchtet und schlug diese schon aus geringsten Anlässen mit ihrer Peitsche oder ihren Fäusten.
Nachdem sie im Sommer 1944 weniger brutal gegen die Gefangenen vorgegangen war, wurde sie wegen Nichteignung als Blockführerin entlassen und in die Postzensurstelle versetzt, wo sie Tabak aus Häftlingspaketen entwendete und dafür mit drei Tagen Arrest bestraft wurde. Im Juli 1944 wurde Jürß in das Außenlager Genthin versetzt und bewachte Häftlinge bei der Arbeit für die Munitionsfabrik Silva-Metallwerke GmbH. Auch hier beging sie mehrere Diebstähle, entfernte sich aus Furcht vor Bestrafung von ihrem Posten und versteckte sich bei einer Zivilarbeiterin. Sie wurde von der Gestapo verhaftet, am 3. August 1944 durch ein SS- und Polizeigericht wegen unerlaubten Entfernens zu drei Monaten Gefängnis verurteilt und aus der SS ausgeschlossen. Nach ihrer Entlassung arbeitete sie ab Januar 1945 bei der Neptun-Werft in Rostock.

### Nachkriegszeit und Prozess
Nach Kriegsende lebte Jürß lange Jahre in der DDR, ohne dass ihre Vergangenheit bekannt wurde. Nach der Entdeckung eines Massengrabes im Oktober 1963 auf dem ehemaligen Gelände der Heinkel-Flugzeugwerke in Rostock nahm das Ministerium für Staatssicherheit die Fahndung nach dem ehemaligen Wachpersonal auf und verhaftete neben den Aufseherinnen Frida Wötzel und Ilse Göritz am 29. April 1965 auch Ulla Jürß. Am 25. Juli 1966 eröffnete das Rostocker Bezirksgericht den nichtöffentlichen Prozess wegen „fortgesetzt begangener Verbrechen gegen die Menschlichkeit“ gegen die drei Aufseherinnen und verurteilte diese am 8. August 1966 zu lebenslangen Haftstrafen, die sie in der Strafvollzugsanstalt Hoheneck verbüßten.
Am 29. Mai 1991 wurde Jürß aus der Haft entlassen, nachdem das Kreisgericht Stollberg die weitere Vollstreckung der Strafe mit Beschluss vom 30. April 1991 zur Bewährung ausgesetzt hatte. Nach ihrer Entlassung stellte Jürß 1998 einen Antrag auf Rehabilitierung und Entschädigung für ihre Haftzeit; der Antrag wurde von der Rostocker Staatsanwaltschaft zurückgewiesen.